# 朝日山輝右衛門
朝日山 輝右衛門（あさひやま てるえもん、? - 延宝5年2月7日（1677年3月10日））は、江戸時代前期の力士。

## 経歴・人物
陸奥黒川郡出身の人物。江戸に出て和歌の浦に入門する。初め天王崎、黒川と称した。西国の力士大砲を破り、その名を知られた。